# 혼다 세스코
혼다 세츠코(일본어: 本田節子)는 1989년 발행된 <<비련의 황태자비 李方子>>의 저자로 1931년 구마모토현에서 출생하여 47년 현립 기구치 고등 여학교와 67년 현립 제일고교를 졸업하였다. 1961년부터 10년간 歌誌 '炎歷'의 편집 및 발행자로 일했다. 1989년 기준으로는 창간시부터 가지 <<모과(梨花)>>에서 근무하는 한편 65년부터 NHK, 구마모토 일일신문 등에서 정규방송의 사회를 맡고 집필활동을 하고 있다. 저서로는 <<小百合葉子와 민들레>>, 공저 <<미데사로記>> 등이 있다.